# Sean O'Neal
Sean O' Neal (Tampa, Florida, 29 de noviembre de 1975) es un actor estadounidense. Es conocido por interpretar a Sam Anders en el show Clarissa Explains It All. Su personaje Sam era el mejor amigo platónico del personaje Clarissa Darling interpretado por Melissa Joan Hart.

## Filmografía
| Año       | Título                   | Papel      | Notas |
| --------- | ------------------------ | ---------- | ----- |
| 1991–1994 | Clarissa Explains It All | Sam Anders |       |
| 1993      | Cop and a Half           |            |       |
| 2009      | The Cost                 | Bagman     |       |